# Eupithecia candicans
Eupithecia candicans är en fjärilsart som beskrevs av Claude Herbulot 1988. Eupithecia candicans ingår i släktet Eupithecia och familjen mätare. Inga underarter finns listade i Catalogue of Life.